# Escuela de Cine del Uruguay
La Escuela de Cine del Uruguay (ECU) es un departamento de Cinemateca Uruguaya creado en 1995 y dedicado a la formación profesional en cine y video en Uruguay. Su plan de estudios ha sido diseñado desde un punto de vista teórico-práctico, donde cada estudiante aprende en un marco de creación colectiva con apoyo docente.
Cada generación de alumnos produce a lo largo de la carrera cortometrajes de ficción y documentales, rotando roles en cada proyecto asegurando de esta manera una experiencia práctica integral y grupal. Varios cortometrajes de estudiantes y egresados de la ECU han sido premiados en festivales naciones e internacionales.
La ECU es miembro pleno de CILECT (Centre International de Liaison des Écoles de Cinéma et de Télévision), organización con reconocimiento de la Unesco que agrupa a las principales escuelas de cine y TV del mundo. En Iberoamérica forma parte de CIBA (CILECT Iberoamérica).
También es miembro de la Federación de Escuelas de la Imagen y el Sonido de América Latina (FEISAL), y mantiene intercambios académicos permanentes con los centros de formación de los diferentes países miembros.
Desde el año 2000, la Escuela de Cine del Uruguay y Cinemateca Uruguaya organizan el Festival Internacional de Escuelas de Cine (FIEC), el único espacio en el país dedicado exclusivamente a la exhibición de los mejores trabajos de centros de formación audiovisual profesional a nivel local, regional e internacional. Desde entonces, el FIEC ha reunido trabajos de más de 150 escuelas de cine de todo el mundo, incorporando en cada edición nuevas instituciones y países.